# Elecciones al Congreso de los Diputados de abril de 2019 (Castellón)
Las elecciones al Congreso de los Diputados de 2019 se celebraron en la provincia de Castellón el domingo 28 de abril, como parte de las elecciones generales convocadas por Real Decreto dispuesto el 4 de marzo de 2019 y publicado en el Boletín Oficial del Estado el día siguiente. Se eligieron los 5 diputados del Congreso correspondientes a la circunscripción electoral de Castellón, mediante un sistema proporcional (método d'Hondt) con listas cerradas y un umbral electoral del 10%.

## Resultados
Los comicios depararon 2 escaños al Partido Socialista Obrero Español y 1 al Partido Popular, a Ciudadanos y a Unidas Podemos
| Candidatura                                           | Candidatura                                           | Votos   | %                                       | Escaños                                 |
| ----------------------------------------------------- | ----------------------------------------------------- | ------- | --------------------------------------- | --------------------------------------- |
|                                                       | Partido Socialista Obrero Español (PSOE)              | 92 075  | 29,46                                   | 2                                       |
|                                                       | Partido Popular (PP)                                  | 63 672  | 20,38                                   | 1                                       |
|                                                       | Ciudadanos-Partido de la Ciudadanía (Cs)              | 50 897  | 16,29                                   | 1                                       |
|                                                       | Unidas Podemos (Podemos-IU-Equo)                      | 43 466  | 13,91                                   | 1                                       |
| Vox (VOX)                                             | Vox (VOX)                                             | 37 483  | 11,99                                   | 0                                       |
| Compromís (Compromís)                                 | Compromís (Compromís)                                 | 16 617  | 5,32                                    | 0                                       |
| Partido Animalista Contra el Maltrato Animal (PACMA)  | Partido Animalista Contra el Maltrato Animal (PACMA)  | 3367    | 1,08                                    | 0                                       |
| Esquerra Republicana del País Valencià (ERPV)         | Esquerra Republicana del País Valencià (ERPV)         | 852     | 0,27                                    | 0                                       |
| Avant Adelante los Verdes (Avant Adelante los Verdes) | Avant Adelante los Verdes (Avant Adelante los Verdes) | 579     | 0,19                                    | 0                                       |
| Recortes Cero-Grupo Verde (R0-GV)                     | Recortes Cero-Grupo Verde (R0-GV)                     | 341     | 0,11                                    | 0                                       |
| Partido Comunista de los Pueblos de España (PCPE)     | Partido Comunista de los Pueblos de España (PCPE)     | 327     | 0,10                                    | 0                                       |
| Por un Mundo más Justo (PUM+J)                        | Por un Mundo más Justo (PUM+J)                        | 297     | 0,10                                    | 0                                       |
| Falange Española de las JONS (FE de las Jons)         | Falange Española de las JONS (FE de las Jons)         | 222     | 0,07                                    | 0                                       |
| Votos válidos                                         | Votos válidos                                         | 310 206 | 100,00                                  | 5                                       |
| Votos nulos                                           | Votos nulos                                           | 3902    | Participación: · \| \| 77,11 % \| 3,31% | Participación: · \| \| 77,11 % \| 3,31% |
| Votantes                                              | Votantes                                              | 316 405 | Participación: · \| \| 77,11 % \| 3,31% | Participación: · \| \| 77,11 % \| 3,31% |
| Electores                                             | Electores                                             | 410 344 | Participación: · \| \| 77,11 % \| 3,31% | Participación: · \| \| 77,11 % \| 3,31% |
|                                                       | 77,11 %                                               |         |                                         |                                         |

## Diputados electos
Relación de diputados electos:
| N.º | Nombre                   | Lista | Lista |
| --- | ------------------------ | ----- | ----- |
| 1   | Susana Ros Martínez      |       | PSOE  |
| 2   | Óscar Clavell López      |       | PP    |
| 3   | María Sandra Julià Julià |       | Cs    |
| 4   | Germán Renau Martínez    |       | PSOE  |
| 5   | Marisa Saavedra Muñoz    |       | UP    |